# House of Five Leaves
House of Five Leaves (さらい屋五葉, Sarai-ya Goyō) est un seinen manga de Natsume Ono, prépublié dans le magazine Monthly Ikki à partir de 2006 et publié par l'éditeur Shōgakukan en 8 volumes reliés sortis entre juillet 2006 et septembre 2010.
Le manga est adapté en série d'animation japonaise de 12 épisodes produite par le studio Manglobe et diffusée au Japon entre avril 2010 et juillet 2010 sur Fuji TV, dans la case-horaire noitaminA.

## Personnages
Masanosuke Akitsu (秋津政之助, Akitsu Masanosuke)
voix japonaise : Daisuke Namikawa
Yaichi (弥一)
voix japonaise : Takahiro Sakurai
Matsukichi (松吉)
voix japonaise : Yūya Uchida
Umezou (梅造)
voix japonaise : Masaya Takatsuka
Otake (おたけ)
voix japonaise : Fuyuka Ooura

## Série d'animation

### Liste des épisodes
| No | Titre anglais              | Titre original                           | Date de 1re diffusion |
| -- | -------------------------- | ---------------------------------------- | --------------------- |
| 1  | In Name Only               | 形ばかりの Katachibakari no              | 15 avril 2010         |
| 2  | I Want to Get Laid         | 抱かれたい Dakaretai                     | 22 avril 2010         |

Logo alternatif.

| 3  | Gradually Get Him Involved | 徐々に巻き込んで Jojoni makikonde        | 29 avril 2010         |
| 4  | Sure Gets Carried Away     | 加減がねぇ Kagen ga nee                  | 6 mai 2010            |
| 5  | It'll Do the Trick         | 上手くいくさ Umakuiku sa                 | 13 mai 2010           |
| 6  | Count Yourself Lucky       | 幸せと思えよ Shiawase to omoe yo         | 20 mai 2010           |
| 7  | Thoughtless Of Me          | 野暮でござった Yabo degozatta            | 27 mai 2010           |
| 8  | I Have Two Benefactors     | 恩人が二人いる Onjin ga futari iru       | 3 juin 2010           |
| 9  | I've Come to Rescue You    | お助けに参る Otasuke ni mairu            | 10 juin 2010          |
| 10 | Dirty Stray Cat            | 汚い野良猫 Kitanai noraneko              | 17 juin 2010          |
| 11 | Please Excuse Me           | 失礼つかまつった Shitsurei tsukamatsutta | 24 juin 2010          |
| 12 | Already Staggering         | もうふらふらですよ Mou furafura desu yo  | 24 juin 2010          |